# 塞馬拉省
26°44′22″N 11°40′13″W / 26.73944°N 11.67028°W
塞馬拉省（阿拉伯语：‎），是摩洛哥的省份，位於該國中南部，由阿尤恩-薩基亞-阿姆拉大區負責管轄，首府設於斯馬拉，面積61,760平方公里，2014年人口66,014，人口密度每平方公里1.1人。